# Víctor Meseguer
Víctor Andrés Meseguer Cavas, noto semplicemente come Víctor Meseguer (Murcia, 9 giugno 1999), è un calciatore spagnolo, centrocampista del Real Valladolid.

## Carriera
Cresciuto nel settore giovanile del Real Murcia, debutta in prima squadra il 24 marzo 2019 in occasione dell'incontro di Segunda División B vinto 2-1 contro il Granada B. Il 4 luglio seguente rinnova il proprio contratto e viene promosso definitivamente in prima squadra.
Il 1º settembre 2020 viene acquistato a titolo definitivo dal Mirandés; debutta in Segunda División dodici giorni più tardi nel match pareggiato 0-0 contro l'Alcorcón.

## Statistiche
Statistiche aggiornate al 16 agosto 2023.

### Presenze e reti nei club
| Stagione        | Squadra         | Campionato      | Campionato | Campionato | Coppe nazionali | Coppe nazionali | Coppe nazionali | Coppe continentali | Coppe continentali | Coppe continentali | Altre coppe | Altre coppe | Altre coppe | Totale | Totale | Totale |
| Stagione        | Squadra         | Comp            | Pres       | Reti       | Comp            | Pres            | Reti            | Comp               | Pres               | Reti               | Comp        | Pres        | Reti        | Pres   | Reti   |        |
| --------------- | --------------- | --------------- | ---------- | ---------- | --------------- | --------------- | --------------- | ------------------ | ------------------ | ------------------ | ----------- | ----------- | ----------- | ------ | ------ | ------ |
| 2018-2019       | Imperial Murcia | TD              | 38         | 5          |                 | -               | -               |                    | -                  | -                  |             | -           | -           | 38     | 5      |        |
| 2019-2020       | Imperial Murcia | TD              | 3          | 1          |                 | -               | -               |                    | -                  | -                  |             | -           | -           | 3      | 1      |        |
| 2018-2019       | Real Murcia     | SDB             | 1          | 0          | CR              | 0               | 0               |                    | -                  | -                  |             | -           | -           | 1      | 0      |        |
| 2019-2020       | Real Murcia     | SDB             | 18         | 2          | CR              | 2               | 0               |                    | -                  | -                  |             | -           | -           | 20     | 2      |        |
| 2020-2021       | Mirandés        | SD              | 38         | 3          | CR              | 0               | 0               |                    | -                  | -                  |             | -           | -           | 38     | 3      |        |
| 2021-2022       | Mirandés        | SD              | 12         | 0          | CR              | 0               | 0               |                    | -                  | -                  |             | -           | -           | 12     | 0      |        |
| 2022-2023       | Granada         | SD              | 23         | 0          | CR              | 1               | 0               |                    | -                  | -                  |             | -           | -           | 24     | 0      |        |
| Totale carriera | Totale carriera | Totale carriera | 133        | 11         |                 | 3               | 0               |                    | -                  | -                  |             | -           | -           | 136    | 11     |        |

## Palmarès

### Club

#### Competizioni nazionali
- Segunda División: 1

Granada: 2022-2023